# Pascal Dufour
Pascal Dufour est un guitariste de rock et chanteur québécois. Il a participé au groupe Les Respectables pendant 17 ans,

## Biographie
En 1991 il fonde avec trois amis le groupe The Respectables, renommé Les Respectables quelques années plus tard. Ils lancent un premier album francophone, $ = bonheur dont le premier succès est Amalgame. Les Respectables remportent le Félix du groupe de l'année en 2001 et en 2002 au Gala de l'ADISQ. Cette même année, la formation lance QuadroSonic et, en 2005, Le monde à l’envers. On doit à Pascal, entre autres, les chansons Amalgame, On fait ce qu’on aime  « Ma vie à l’heure », « La seule chose que tu me dois ».  Pour leur 15e anniversaire, Les Respectables se produisent au Centre Bell de Montréal le 22 septembre 2006. Un album et un coffret DVD immortalisent ce spectacle. Dufour quitte le groupe en janvier 2008, en lance sa carrière solo peu de temps après. 

À la fin mai 2008, il lance Citoyens du Monde, premier extrait de son album Ici le temps nous appartient, un nouvel album solo lancé le 25 août 2008. À la suite du succès du premier album, Pascal lance Airs Salins en 2011. Après avoir eu l’honneur de voir l’Orchestre symphonique de Montréal et de Québec reprendre ses compositions, il lançait, en octobre 2014, son plus récent album Sur un fil. Un nouvel album, mais également une nouvelle tournée Québécoise, où Pascal devient un véritable homme-orchestre, jouant la guitare, basse, le kick et le snare, accompagné de son complice Francois Therrien au piano. L’auteur-compositeur-interprète y propose les pièces issues de ses trois albums solos en saluant au passage l’univers des Respectables. Le tout en s’amusant à créer des mashups de ses chansons.

## Discographie

### AvecLes Respectables
- 1993 No Dogs, No Bands (avec Les Respectables)
- 1996 Full Regalia (avec Les Respectables)
- 1998 The B-sides : 7 years of sucking in the nineties (avec Les Respectables)
- 1999 $ = bonheur (Disques Passeport) (avec Les Respectables)
- 2002 QuadroSonic (Disques Passeport) (avec Les Respectables)
- 2005 Le monde à l'envers (Sphère Musique) (avec Les Respectables)
- 2006 Live au Centre Bell double CD (Sphère Musique) (avec Les Respectables)

### Albums solo
- 2008 Ici, le temps nous appartient (Productions BFT)
- 2011 Airs Salin (Esperanto musique)
- 2014 Sur un fil (Esperanto musique)